# Härgla
Härgla – wieś w Estonii, w prowincji Rapla, w gminie Juuru.